# Reformierte Kirche Orvin

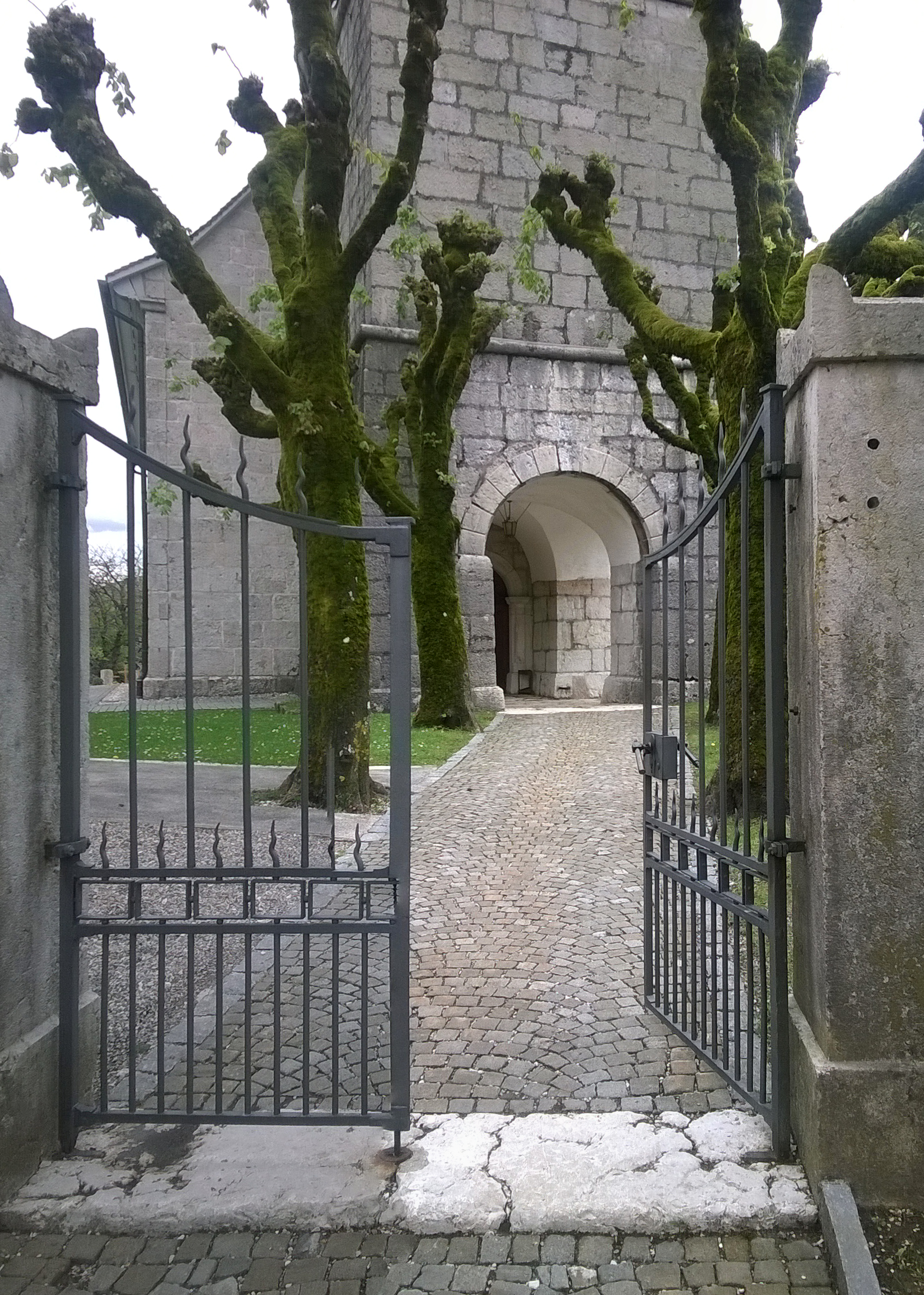
Eingangsbereich von aussen

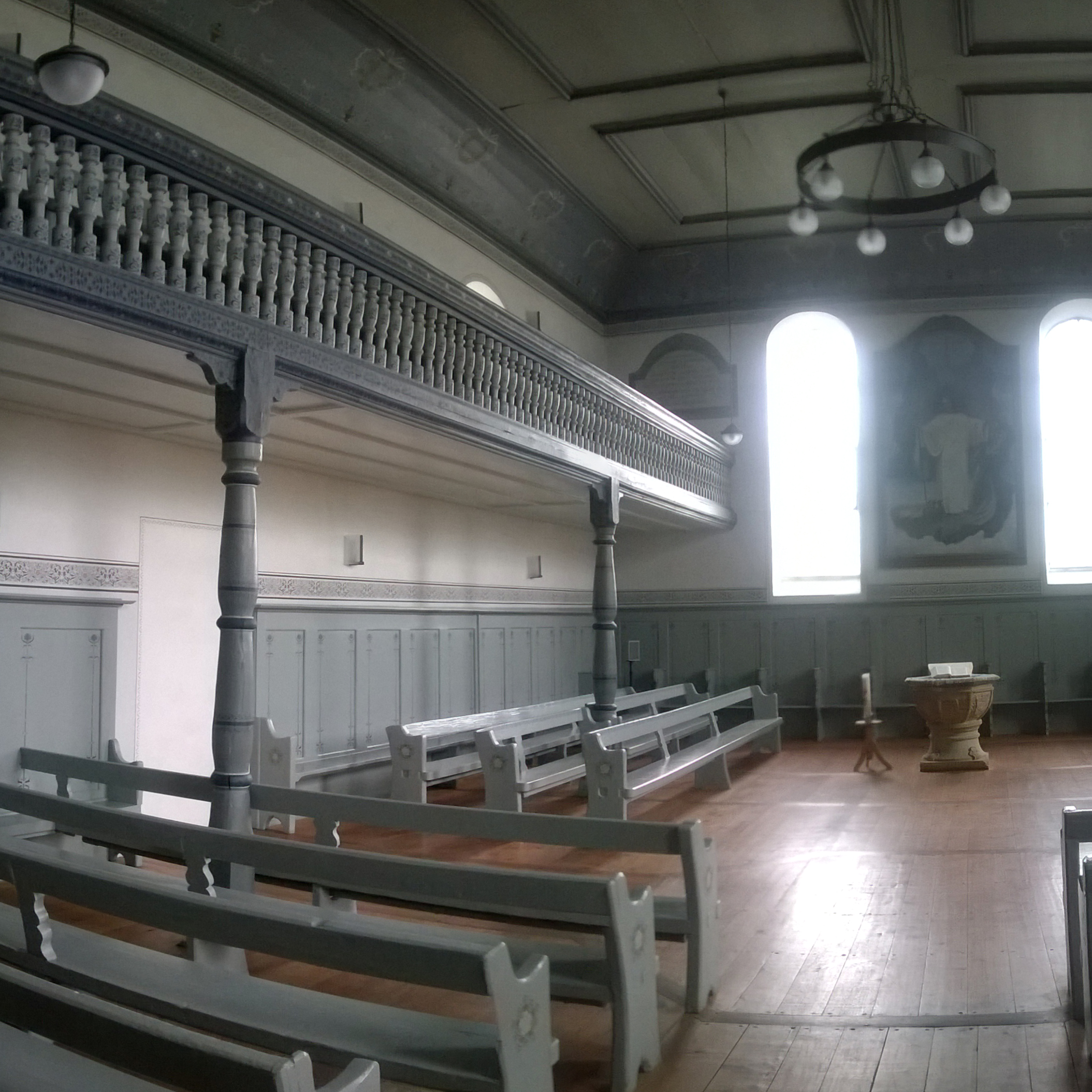
Innenansicht

Die Reformierte Kirche Orvin ist die reformierte Kirche in Orvin im Kanton Bern, der Kirchgemeinde Rondchâtel zugehörig. Sie liegt in Ost-West-Richtung am Ortsrand an der Rue D’Evilard auf etwa 670 m. Der Massivsteinbau ist von einem Friedhof umgeben. Nordwestlich befindet sich ein moderner Gemeindesaal. Die Kirche ist ein regionales Kulturgut.

## Baubeschreibung
Die in hellen Kalkquadern errichtete Kirche steht etwas erhöht am linken Ufer der den Ort durchfliessenden Orvine und wirkt trutzig-wehrhaft. Ihr rechteckiges Äusseres ist bestimmt durch drei schmale, hohe Fenster an der Längs-, zwei an der Chorfassade und einen quadratischen Glockenturm auf der Westseite. Während das Kirchenschiff mit einfachem Satteldach mit kleinem Dachüberstand gedeckt ist, wurde die achteckige Turmhaube aufwändiger gestaltet: Die obere Hälfte des Turms wird oberhalb eines Gesimses achteckig. Unter den vier Schalllöchern der Glockenstube sind drei Zifferblätter angebracht, die jeweils die gesamte Breite einer Achteckseite ausfüllen. An der Südmauer zwischen dem ersten und zweiten Fenster ist eine Sonnenuhr angebracht.
Das Kircheninnere erreicht man über die Westfassade, der der Glockenturm auf mächtigen Säulen vorgeständert ist. Ein kleines Foyée ist mit einer Holzdoppeltür vom eigentlichen Kirchenraum getrennt. Gleich hinter der Tür links führt eine breite Holztreppe hoch zur Empore, die auf vier Holzsäulen in den Kirchenraum hineinragt. Der Hauptraum ist mit einer weiteren Holzwand abgetrennt und im Stil einer Hallenkirche mit bemalter Kassettenholzdecke gestaltet. Die Farbgebung ist grau und weiss.

## Geschichte
Eine erste Erwähnung einer Kapelle in Orvin stammt aus dem Jahr 866, die sich jedoch an anderer Stelle befunden haben mag. Seit 1530 ist Orvin reformiert, die Gemeinde verwendete den spätgotischen Kirchenbau St. Peter unbekannten Datums aber noch fast zweihundert Jahre weiter, bevor dieser Barockbau errichtet wurde.
Mit einer grosszügigen Spende des Benedikt Thellung (1595–1637), Landvogt von Erguel, und seiner Frau Magdalena von Graffenried, Tochter des Anton von Graffenried (I.), deren Wappen auf dem hinteren der Glasfenster auf der linken Seite zu sehen sind, konnte 1638 mit der Errichtung des Glockenturms begonnen werden. 1660 erhielt die Gemeinde eine Spende von Johann Heinrich Thellung (1550–1637), Stadthauptmann von Biel, und seiner Frau Susanna Ursula von Wattenwyl, die in einem zweiten Fenster verewigt sind. Der Bau verzögerte sich aufgrund der Pest und schweren Wintern, zuletzt 1709, von denen sich die Gemeinde nur langsam erholte. In den Jahren 1861, 1916 und 1994/1995 fanden wichtige Renovierungen des Bauwerkes statt.
Der Bau steht im Kanon der Rekatholisierung des Erguel unter dem Basler Fürstbischof Jakob Christoph Blarer von Wartensee. Kirchenbauten sollten den Glauben der Bevölkerung stärken helfen. Insgesamt zehn Kirchenneubauten fallen in diesem Kirchenbund in diese Zeit.: S. 1–2